# Lijst van vlaggen van Nederlandse gemeenten
Dit is een lijst van vlaggen van Nederlandse gemeenten, gesorteerd per provincie. Nederland telt, anno 2023, 342 gemeenten. Onderaan de pagina worden ook vlaggen weergegeven van drie gemeenten in Caribisch Nederland, die op vergelijkbare wijze worden bestuurd en als bijzondere gemeenten worden aangeduid. De bestuurlijke organisatie van de gemeente en haar taken en bevoegdheden zijn vastgelegd in de gemeentewet.
Door onder een vlag op 'Vlag van' te klikken, gaat u naar het artikel over de betreffende vlag. Door op de naam van de gemeente te klikken, gaat u naar het artikel over de betreffende gemeente.

## Drenthe

Vlag van Aa en Hunze
Vlag van Assen
Vlag van Borger-Odoorn
Vlag van Coevorden
Vlag van De Wolden
Vlag van Emmen
Vlag van Hoogeveen
Vlag van Meppel
Vlag van Midden-Drenthe
Vlag van Noordenveld
Vlag van Tynaarlo
Vlag van Westerveld

## Flevoland

Vlag van Almere
Vlag van Dronten
Vlag van Lelystad
Vlag van Noordoostpolder
Vlag van Urk
Vlag van Zeewolde

## Friesland

Vlag van Achtkarspelen
Vlag van Ameland
Vlag van Dantumadeel
Vlag van De Friese Meren
Vlag van Harlingen
Vlag van Heerenveen
Vlag van Leeuwarden
Vlag van Noardeast-Fryslân
Vlag van Ooststellingwerf
Vlag van Opsterland
Vlag van Schiermonnikoog
Vlag van Smallingerland
Vlag van Súdwest-Fryslân
Vlag van Terschelling
Vlag van Tietjerksteradeel
Vlag van Vlieland
Vlag van Waadhoeke
Vlag van Weststellingwerf

## Gelderland

Vlag van Aalten
Vlag van Apeldoorn
Vlag van Arnhem
Vlag van Barneveld
Vlag van Berg en Dal
Vlag van Berkelland
Vlag van Beuningen
Vlag van Bronckhorst
Vlag van Brummen
Vlag van Buren
Vlag van Culemborg
Vlag van Doesburg
Vlag van Doetinchem
Vlag van Druten
Vlag van Duiven
Vlag van Ede
Vlag van Elburg
Vlag van Epe (officieus)
Vlag van Ermelo
Vlag van Harderwijk
Vlag van Hattem
Vlag van Heerde
Vlag van Heumen
Vlag van Lingewaard
Vlag van Lochem
Vlag van Maasdriel
Vlag van Montferland
Vlag van Neder-Betuwe
Vlag van Nijkerk
Vlag van Nijmegen
Vlag van Nunspeet
Vlag van Oldebroek
Vlag van Oost Gelre
Vlag van Oude IJsselstreek (officieus)
Vlag van Overbetuwe
Vlag van Putten (officieus)
Vlag van Renkum
Vlag van Rheden
Vlag van Rozendaal
Vlag van Scherpenzeel
Vlag van Tiel
Vlag van Voorst
Vlag van Wageningen
Vlag van West Betuwe
Vlag van West Maas en Waal
Vlag van Westervoort
Vlag van Wijchen
Vlag van Winterswijk
Vlag van Zaltbommel
Vlag van Zevenaar
Vlag van Zutphen

## Groningen

Vlag van Eemsdelta
Vlag van Groningen (officieus)
Vlag van Het Hogeland
Vlag van Midden-Groningen
Vlag van Oldambt
Vlag van Pekela
Vlag van Stadskanaal
Vlag van Veendam
Vlag van Westerkwartier
Vlag van Westerwolde

## Limburg

Vlag van Beek
Vlag van Beekdaelen
Vlag van Beesel
Vlag van Bergen
Vlag van Brunssum
Vlag van Echt-Susteren
Vlag van Eijsden-Margraten
Vlag van Gennep
Vlag van Gulpen-Wittem
Vlag van Heerlen
Vlag van Horst aan de Maas
Vlag van Kerkrade (officieus)
Vlag van Landgraaf
Vlag van Leudal
Vlag van Maasgouw
Vlag van Maastricht
Vlag van Meerssen
Vlag van Mook en Middelaar
Vlag van Nederweert
Vlag van Peel en Maas
Vlag van Roerdalen
Vlag van Roermond
Vlag van Simpelveld
Vlag van Sittard-Geleen
Vlag van Stein
Vlag van Vaals
Vlag van Valkenburg aan de Geul
Vlag van Venlo
Vlag van Venray
Vlag van Voerendaal
Vlag van Weert

## Noord-Brabant

Vlag van Alphen-Chaam
Vlag van Altena
Vlag van Asten
Vlag van Baarle-Nassau
Vlag van Bergeijk
Vlag van Bergen op Zoom
Vlag van Bernheze
Vlag van Best
Vlag van Bladel
Vlag van Boekel
Vlag van Boxtel
Vlag van Breda
Vlag van Cranendonck
Vlag van Deurne
Vlag van Dongen
Vlag van Drimmelen
Vlag van Eersel
Vlag van Eindhoven
Vlag van Etten-Leur
Vlag van Geertruidenberg
Vlag van Geldrop-Mierlo
Vlag van Gemert-Bakel
Vlag van Gilze en Rijen
Vlag van Goirle
Vlag van Halderberge
Vlag van Heeze-Leende
Vlag van Helmond
Vlag van 's-Hertogenbosch
Vlag van Heusden
Vlag van Hilvarenbeek
Vlag van Laarbeek
Vlag van Land van Cuijk
Vlag van Loon op Zand
Vlag van Maashorst
Vlag van Meierijstad
Vlag van Moerdijk
Vlag van Nuenen, Gerwen en Nederwetten
Vlag van Oirschot
Vlag van Oisterwijk
Vlag van Oosterhout
Vlag van Oss
Vlag van Reusel-De Mierden
Vlag van Roosendaal
Vlag van Rucphen
Vlag van Sint-Michielsgestel
Vlag van Someren
Vlag van Son en Breugel
Vlag van Steenbergen
Vlag van Tilburg
Vlag van Valkenswaard
Vlag van Veldhoven
Vlag van Vught
Vlag van Waalre
Vlag van Waalwijk
Vlag van Woensdrecht
Vlag van Zundert

## Noord-Holland

Vlag van Aalsmeer
Vlag van Alkmaar
Vlag van Amstelveen
Vlag van Amsterdam
Vlag van Bergen (officieus)
Vlag van Beverwijk
Vlag van Blaricum
Vlag van Bloemendaal
Vlag van Castricum
Vlag van Den Helder
Vlag van Diemen
Vlag van Dijk en Waard
Vlag van Drechterland
Vlag van Edam-Volendam
Vlag van Enkhuizen
Vlag van Gooise Meren (officieus)
Vlag van Haarlem
Vlag van Haarlemmermeer
Vlag van Heemskerk
Vlag van Heemstede
Vlag van Heiloo
Vlag van Hilversum
Vlag van Hollands Kroon
Vlag van Hoorn
Vlag van Huizen
Vlag van Koggenland (officieus)
Vlag van Landsmeer
Vlag van Laren
Vlag van Medemblik
Vlag van Oostzaan
Vlag van Opmeer
Vlag van Ouder-Amstel
Vlag van Purmerend
Vlag van Schagen
Vlag van Stede Broec
Vlag van Texel
Vlag van Uitgeest
Vlag van Uithoorn
Vlag van Velsen
Vlag van Waterland (officieus)
Vlag van Wijdemeren
Vlag van Wormerland
Vlag van Zaanstad
Vlag van Zandvoort

## Overijssel

Vlag van Almelo
Vlag van Borne
Vlag van Dalfsen
Vlag van Deventer
Vlag van Dinkelland
Vlag van Enschede
Vlag van Haaksbergen
Vlag van Hardenberg
Vlag van Hellendoorn
Vlag van Hengelo
Vlag van Hof van Twente
Vlag van Kampen
Vlag van Losser
Vlag van Oldenzaal
Vlag van Olst-Wijhe
Vlag van Ommen
Vlag van Raalte
Vlag van Rijssen-Holten (officieus)
Vlag van Staphorst
Vlag van Steenwijkerland
Vlag van Tubbergen
Vlag van Twenterand
Vlag van Wierden
Vlag van Zwartewaterland
Vlag van Zwolle

## Utrecht

Vlag van Amersfoort
Vlag van Baarn
Vlag van Bunnik
Vlag van Bunschoten
Vlag van De Bilt
Vlag van De Ronde Venen
Vlag van Eemnes
Vlag van Houten
Vlag van IJsselstein
Vlag van Leusden
Vlag van Lopik
Vlag van Montfoort
Vlag van Nieuwegein
Vlag van Oudewater
Vlag van Renswoude
Vlag van Rhenen
Vlag van Soest
Vlag van Stichtse Vecht
Vlag van Utrecht
Vlag van Utrechtse Heuvelrug
Vlag van Veenendaal
Vlag van Vijfheerenlanden
Vlag van Wijk bij Duurstede
Vlag van Woerden
Vlag van Woudenberg
Vlag van Zeist

## Zeeland

Vlag van Borsele
Vlag van Goes
Vlag van Hulst
Vlag van Kapelle
Vlag van Middelburg
Vlag van Noord-Beveland
Vlag van Reimerswaal
Vlag van Schouwen-Duiveland
Vlag van Sluis
Vlag van Terneuzen
Vlag van Tholen
Vlag van Veere (officieus)
Vlag van Vlissingen

## Zuid-Holland

Vlag van Alblasserdam
Vlag van Albrandswaard
Vlag van Alphen aan den Rijn
Vlag van Barendrecht
Vlag van Bodegraven-Reeuwijk (officieus)
Vlag van Capelle aan den IJssel
Vlag van Delft
Vlag van Den Haag
Vlag van Dordrecht
Vlag van Goeree-Overflakkee
Vlag van Gorinchem
Vlag van Gouda (officieus)
Vlag van Hardinxveld-Giessendam
Vlag van Hendrik-Ido-Ambacht
Vlag van Hillegom
Vlag van Hoeksche Waard
Vlag van Kaag en Braassem
Vlag van Katwijk
Vlag van Krimpen aan den IJssel
Vlag van Krimpenerwaard
Vlag van Lansingerland
Vlag van Leiden
Vlag van Leiderdorp
Vlag van Leidschendam-Voorburg
Vlag van Lisse
Vlag van Maassluis
Vlag van Midden-Delfland
Vlag van Molenlanden
Vlag van Nieuwkoop
Vlag van Nissewaard
Vlag van Noordwijk
Vlag van Oegstgeest
Vlag van Papendrecht
Vlag van Pijnacker-Nootdorp
Vlag van Ridderkerk
Vlag van Rijswijk
Vlag van Rotterdam
Vlag van Schiedam
Vlag van Sliedrecht
Vlag van Teylingen
Vlag van Vlaardingen
Vlag van Voorne aan Zee
Vlag van Voorschoten (officieus)
Vlag van Waddinxveen
Vlag van Wassenaar
Vlag van Westland
Vlag van Zoetermeer
Vlag van Zoeterwoude
Vlag van Zuidplas (officieus)
Vlag van Zwijndrecht

## Caribisch Nederland

Vlag van Bonaire
Vlag van Saba
Vlag van Sint Eustatius